# Niederrheinische Verkehrsbetriebe

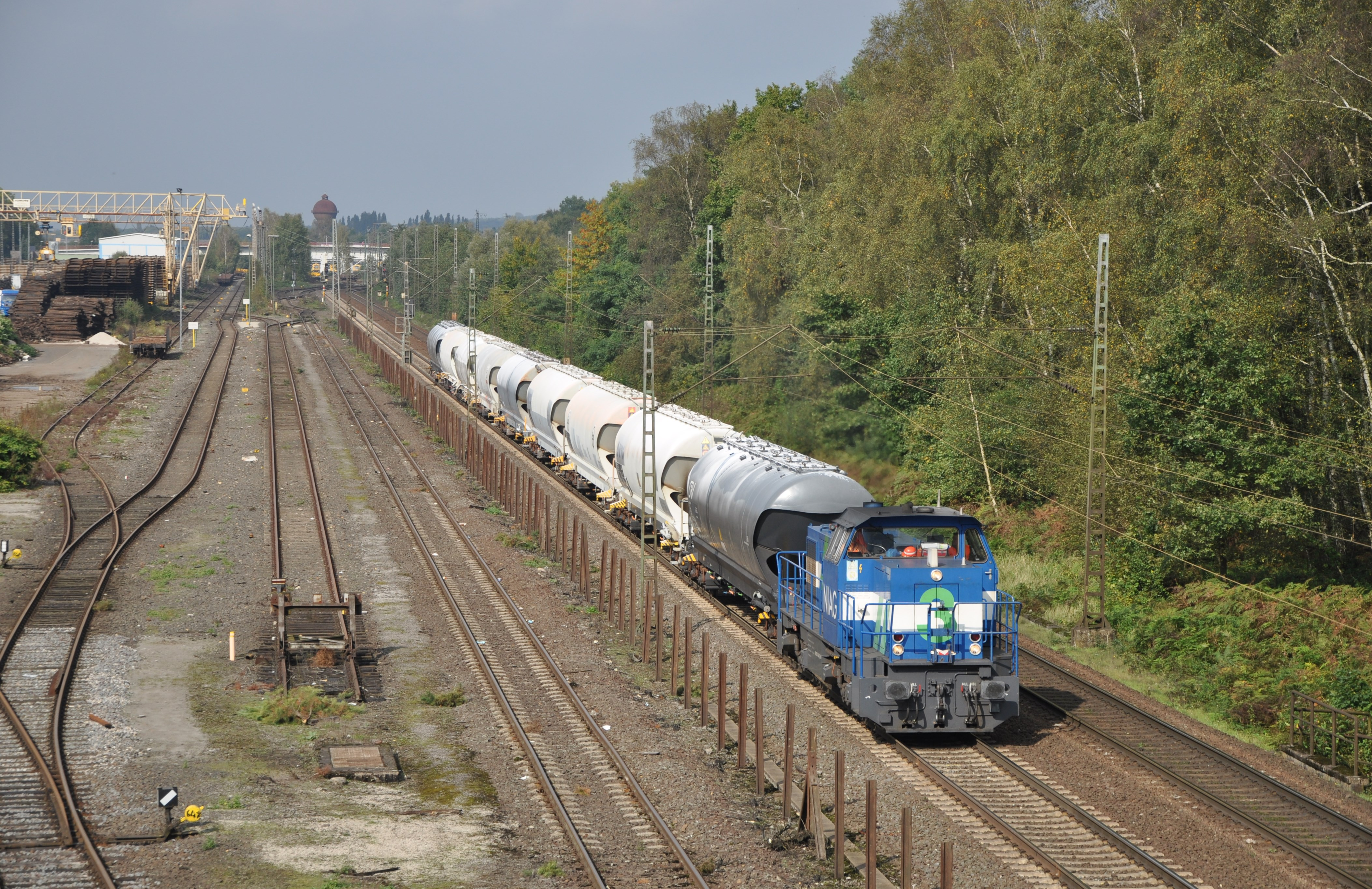
Lok 3 der NIAG in Entenfang

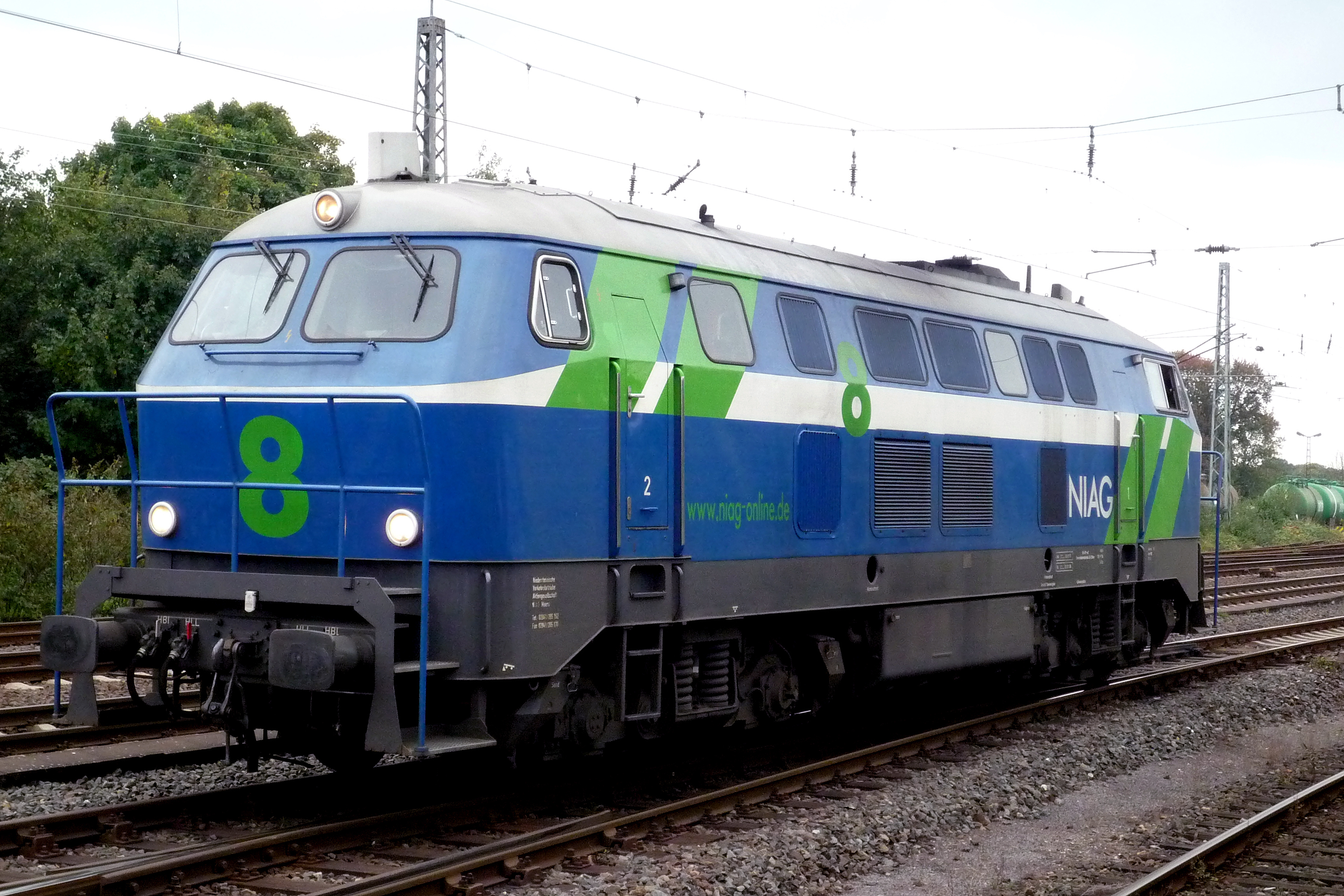
Lok 8 der NIAG in Moers

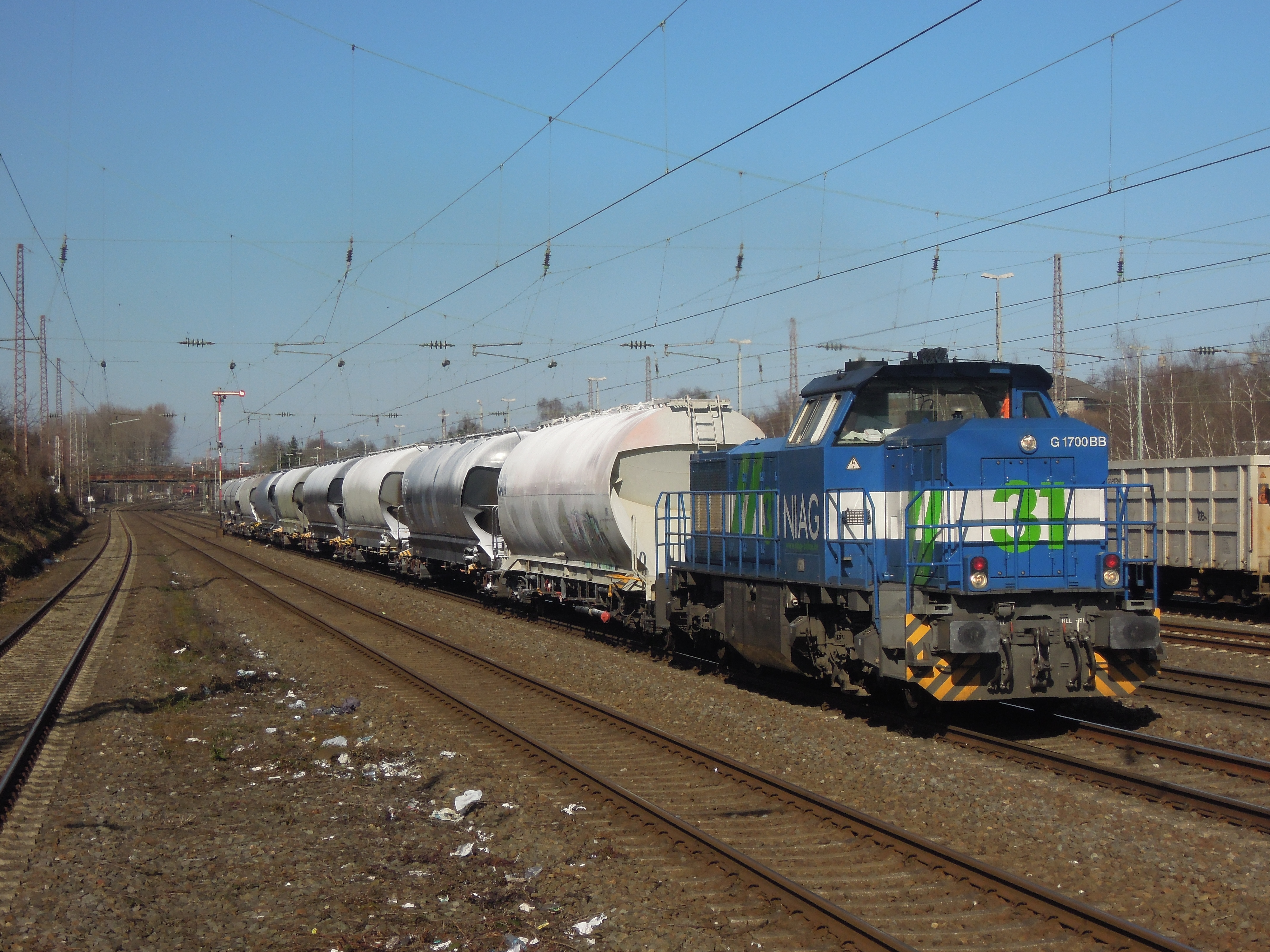
Lok 31 in Düsseldorf-Rath

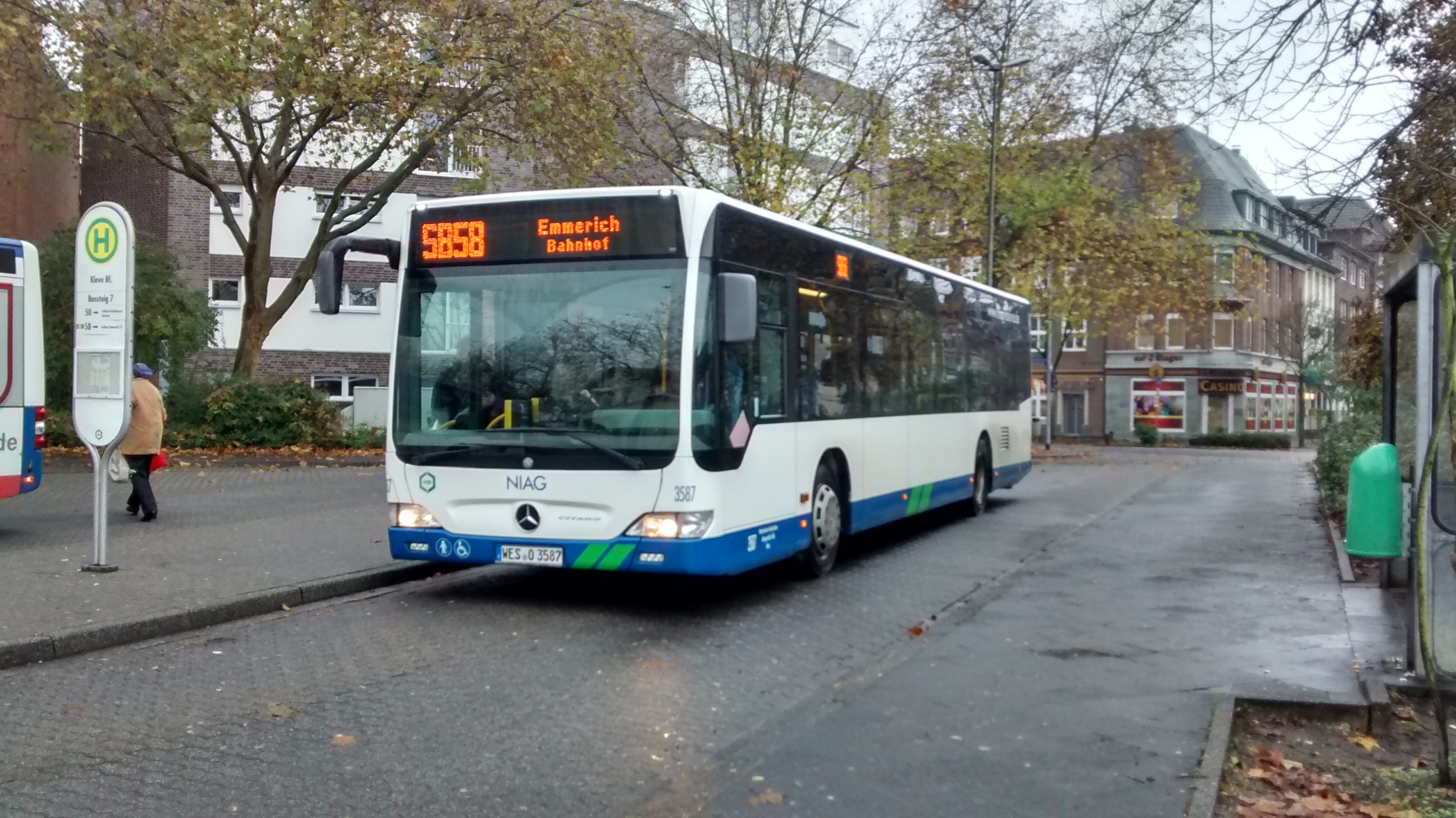
Mercedes-Benz Citaro am Bahnhof Kleve

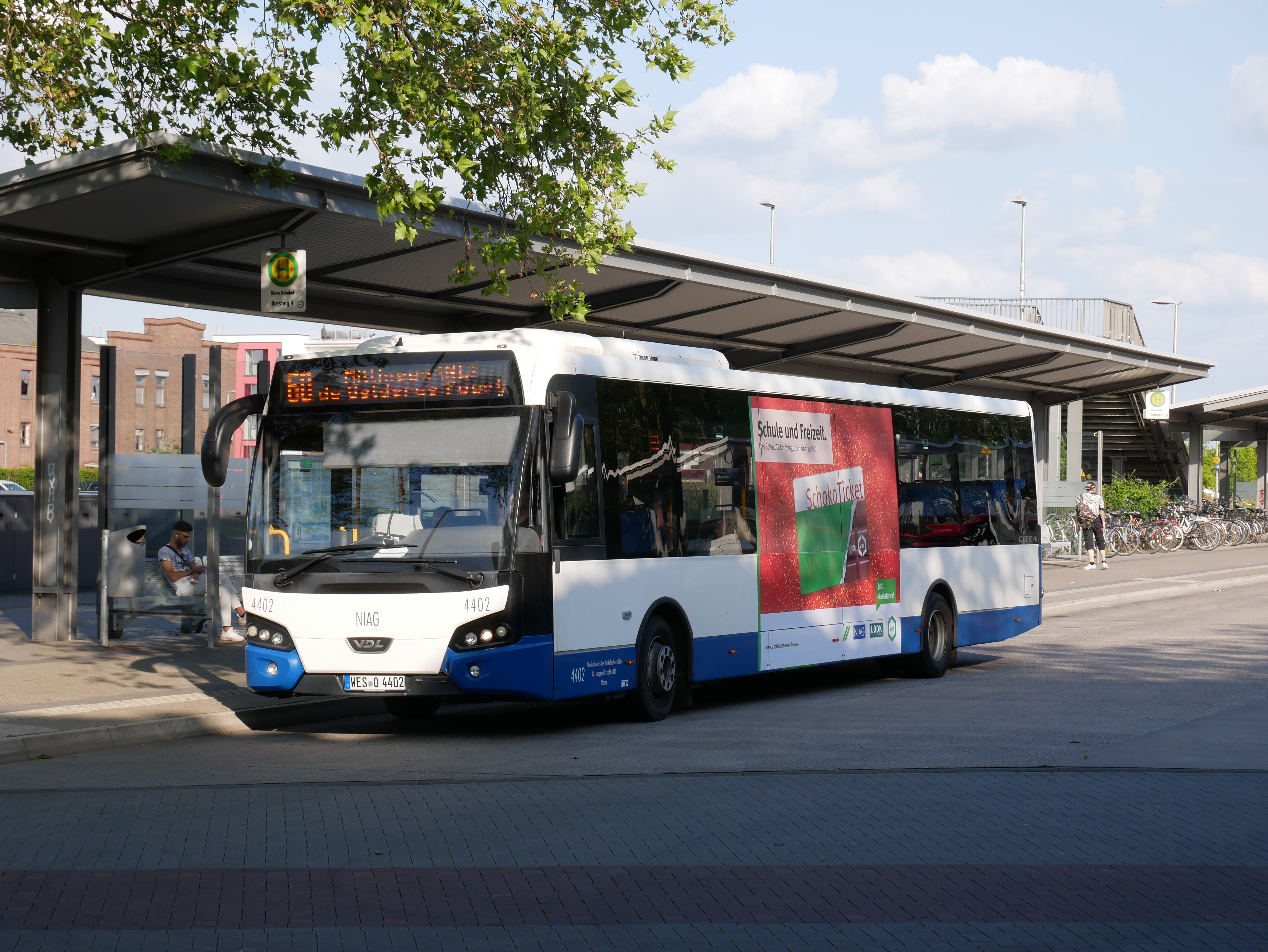
VDL Citea LLE-120

Die Niederrheinische Verkehrsbetriebe AG, kurz NIAG, ist ein Verkehrs- und Logistikunternehmen von Rhenus und des Kreises Wesel mit Sitz in Moers. Im öffentlichen Busverkehr erstreckt sich sein Verkehrsgebiet auf die Kreise Kleve und Wesel sowie Teile des Duisburger Stadtgebietes. Einige Linien führen bis in die Niederlande nach ’s-Heerenberg, Venlo und Nijmegen. Den Eisenbahngüterverkehr betreibt die NIAG in und zum Rheinhafen Orsoy, der von der NIAG betrieben wird, sowie in der Region Niederrhein und darüber hinaus.
Die NIAG ist Mitglied im Verkehrsverbund Rhein-Ruhr sowie im Tarifverband der Bundeseigenen und Nichtbundeseigenen Eisenbahnen in Deutschland (TBNE). Die NIAG war das geschäftsführende Unternehmen in der Ende 2011 aufgelösten Verkehrsgemeinschaft Niederrhein (VGN).
Das Verkehrsunternehmen entstand 1968 aus dem Zusammenschluss der Straßenbahn Moers-Homberg GmbH, den Kreis Moerser Verkehrs- und Versorgungsbetrieben (KMV) und der Niederrheinischen Automobilgesellschaft mbH (NIAG).
Seit dem 1. Januar 2006 wird die NIAG in öffentlich-privater Partnerschaft unter der Leitung der Rethmann-Gruppe geführt. Deren Beteiligung von 51 % der Aktien wird seit 1. Januar 2019 von der Rhenus SE & Co. KG gehalten. Zwischen 2006 und 2019 hielt die Rhenus Veniro SE & Co. KG (ehemals Rhenus Keolis) diese Anteile.

## Geschichte

### Straßenbahn Moers–Homberg
Die Straßenbahn Moers–Homberg GmbH wurde auf einen Beschluss der beiden Städte vom 7. August 1906 am 16. Mai 1908 gegründet. Eingetragen wurde das Unternehmen am 29. Juni 1908 und erhielt am 6. September 1908 die Konzession für den Bau und Betrieb einer meterspurigen Straßenbahn. Die Gesellschaft besaß ein Kapital von 1,5 Millionen Goldmark, welche zu 50 Prozent vom Kreis und zu je 25 Prozent von den beiden Städten aufgebracht wurde. Der Bau der Bahn begann bereits 1907, also noch vor Erteilung der Konzession, und wurde 1908 abgeschlossen. Am 1. Oktober nahm zunächst eine Dampflok den Betrieb auf der 6,025 Kilometer langen Strecke zwischen Moers und Homberg auf, da die Oberleitungen noch nicht vollständig montiert waren und an etlichen Stellen noch das zweite Gleis fehlte. Dieses musste geschehen, da am 30. September die Preußische Staatseisenbahn den Betrieb auf der parallel verlaufenden Bahnstrecke Homberg–Moers eingestellt hatte. Der Straßenbahnbetrieb konnte dann am 11. Dezember mit zehn Triebwagen und sechs Beiwagen aufgenommen werden. Die Strecke verlief vom Bahnhof in Homberg über die Rheinanlagen, die Ruhrorter Straße, die Augustastraße, die Moerser Straße und die Homberger Straße bis zum Steintor in Moers.
1907 wurde die Brücke von Ruhrort über den Rhein fertiggestellt und am 1. Oktober 1908 ein Anschluss an die Gleise der Kreis Ruhrorter Straßenbahn hergestellt, welche die Brücke für ihre Straßenbahn nutzte und ihre Gleise bis zum Goetheplatz verlegt hatte. Am 11. Februar 1909 wurde die Strecke bis auf 6,82 Kilometer verlängert, da ab diesem Tag die Querung der Gleise der Preußische Staatseisenbahn von dieser erlaubt wurde. Diese niveaugleiche Querung hatte bis in die 1920er Jahre Bestand. Am 1. Januar 1913 eröffnet die Straßenbahn Moers – Homberg GmbH ihrerseits eine Linie über die Rheinbrücke bis Ruhrort, zuvor hatte man am 21. Dezember 1912 einen Probebetrieb bis zur Brückenrampe in Betrieb genommen. 1914 verlängerte man die Strecke in Moers vom Steintor über die Steinstraße, den Altmarkt und die Neustraße bis zum Neutor. Diese Strecke wurde ab dem 12. März 1915 von den Bahnen der Straßenbahn Moers–Kamp–Rheinberg mitbenutzt.
Ab dem 8. Februar 1918 befuhren Güterzüge von der Zeche Rheinpreußen die Strecken der Straßenbahn Moers – Homberg. Sie nutzen dabei eine speziell für diese Fahrten angelegte Gleisverbindung nach Krefeld, welche am 15. November 1920 elektrifiziert wurde. An diesem Tag nahm auch eine neue Linie von Homberg über Moers und Kapellen nach Krefeld ihren Betrieb auf.
Am 1. Januar 1925 übernahm die Straßenbahn Moers–Homberg die Betriebsführung der Straßenbahn Homberg. 1926 folgte die Straßenbahn Moers–Kamp–Rheinberg. Somit war die Betriebsführung dieser drei Gesellschaften unter einem Dach zusammengefasst und es wurde eine einheitliche Nummerierung eingeführt:
| Linie | Linienweg                                      | Fahrzeit (min) | Takt (min) |
| ----- | ---------------------------------------------- | -------------- | ---------- |
| 01    | Hülsdonk – Moers – Homberg                     | 30             | 15         |
| 02    | Ruhrort – Homberg – Rheinhausen – Friemersheim | 44             | 30         |
| 03    | Homberg – Baerl                                | 20             | 60         |
| 04    | Moers – Lintfort – Kamp                        | 43             | 20         |
| 05    | Lintfort – Rheinberg                           | 20             | 60         |
| 12    | Krefeld – Moers – Homberg – Duisburg-Ruhrort   | 72             | 60         |

Im Zweiten Weltkrieg wurde bereits am 29. September 1943 die Linie 3 eingestellt. Am 4. März 1945 wurde schließlich das Netz so stark beschädigt, dass alle Fahrten eingestellt werden mussten. Nach Kriegsende konnte bis zum 14. Januar 1946 abschnittsweise der Straßenbahnbetrieb wiederaufgenommen werden. Der Linienverkehr wurde allerdings nicht lange aufrechterhalten. Am 16. Mai 1953 wurde er auf O-Bus- und Omnibusbetrieb umgestellt. Nur die Strecke der ehemaligen Straßenbahn Homberg GmbH wurde zunächst weiterbetrieben, bis sie ebenfalls Stück für Stück bis zum 25. September 1954 eingestellt wurde. Die Gesellschaft selbst ging am 26. Mai 1968 in der NIAG Niederrheinische Verkehrsbetriebe AG auf.
|                                    | 1911      | 1928      | 1937      | 1951      |
| ---------------------------------- | --------- | --------- | --------- | --------- |
| Triebwagen                         | 10        | 12        | 27        | 18        |
| Beiwagen                           | 06        | 12        | 20        | 20        |
| Streckenlänge                      | 6,03      | 8,63      | 21,71     | 17,19     |
| Betriebsleistung in Wagenkilometer | 383.000   | 500.000   | 881.000   | 1.197.000 |
| Beförderte Personen                | 1.522.000 | 2.383.000 | 2.957.000 | 5.195.000 |

### Straßenbahn Homberg
Die Straßenbahn Homberg GmbH wurde am 29. Juni 1908 zur Errichtung der meterspurigen Straßenbahn Friemersheim – Homberg – Baerl gegründet und im Handelsregister eingetragen. Die Gemeinde Homberg war mit 540.000 Goldmark, die Gemeinde Hochemmerich mit 180.000 Goldmark, die Gemeinde Baerl mit 90.000 Goldmark und die beiden Gemeinde Friemersheim und Bliersheim mit je 45.000 Goldmark an der Gesellschaft beteiligt. Der Bau begann schon vor der endgültigen Unterzeichnung des Vertrages und wurde am 30. März 1909 polizeilich abgenommen. Aufgrund eines Einspruchs eines Anliegers konnte der Abschnitt bis Baerl nur mit Verzögerungen am 6. Mai 1910 in Betrieb gehen. Am 12. Juli 1913 und 1914 wurden weitere Abschnitte eröffnet, so dass die Bahn eine Gesamtlänge von 16,4 Kilometern erreichte. Bis zum 1. Januar 1925 existierte die Bahn als selbständiges Unternehmen, danach übernahm die Straßenbahn Moers – Homberg GmbH die Betriebsführung. Die Strecke wurde in Linie 2 umbenannt (im Volksmund hieß sie weiterhin Krumme Linie). Die Gesellschaft begann 1930 mit einer Verlängerung der Strecke in Friemersheim bis an die Gleise der Krefelder Straßenbahn via Bahnhof Hohenbudberg und Eisenbahnsiedlung, vollendete diese Baumaßnahme allerdings nie. Am 1. Oktober 1933 fusionierten beide Betriebe unter dem Namen Straßenbahn Moers – Homberg GmbH. Die Strecke wurde 1954 außer Betrieb genommen und zunächst (bis 1968) durch den Oberleitungsbus Moers ersetzt.
|                                    | 1911    | 1921      | 1928      |
| ---------------------------------- | ------- | --------- | --------- |
| Triebwagen                         | 8       | 16        | 15        |
| Beiwagen                           | 2       | 10        | 08        |
| Betriebsleistung in Wagenkilometer | 439.000 | k. A.     | k. A.     |
| Beförderte Personen                | 916.000 | 1.512.000 | 1.212.000 |

### Straßenbahn Moers–Kamp–Rheinberg
Die Straßenbahn Moers–Kamp–Rheinberg GmbH wurde im November 1912 als Zweckverband der Gemeinden Kamp-Lintfort, Moers, Repelen-Baerl und Rheinberg zur Errichtung einer regelspurigen Straßenbahn gegründet. Die Gesellschaft hatte ein Stammkapital von 110.000 Goldmark. Dieses wurde zu 49,5 Prozent von der RWE aufgebracht, die übrigen Anteile wurden zu 37,5 Prozent von der Gemeinde Moers, zu je 25 Prozent von den Gemeinden Kamp-Lintfort und Rheinberg und zu 12,5 Prozent von der Gemeinde Repelen gestellt.
Der Bau der Strecke war 1914 abgeschlossen. Da aufgrund des Ersten Weltkrieges nicht genügend Kupfer für den Fahrdraht beschafft werden konnte, musste man nach Verhandlungen mit der Kriegsmetall AG auf Draht zurückgreifen, den die Klever Straßenbahn zur Verfügung stellte. Dieser einfache Draht ließ allerdings nur eine Stromstärke für einen 40-Minuten-Takt zu.
1926 wurde die Betriebsführung an die Straßenbahn Moers – Homberg GmbH abgegeben.
Mit der Strecke der Linie M der Rheinbahn nach Düsseldorf hatte man eine gemeinsame Endhaltestelle.
Zeitweise waren beide Bahnen miteinander verbunden und wurden in beiden Weltkriegen
als Güterstraßenbahn für den Kohlentransport genutzt.

### Moerser Kreisbahn
Die Moerser Kreisbahn betrieb die 1909/1910 eröffnete Bahnstrecke Rheinberg–Moers–Hoerstgen–Sevelen.

### Kreis Moerser Verkehrs- und Versorgungsbetriebe
1938 gliederte der Landkreis Moers die Straßenbahn Moers–Kamp–Rheinberg, nachdem die RWE AG als Gesellschafter ausgeschieden war, zusammen mit der Moerser Kreisbahn, dem Hafen Orsoy und den Wasserwerken in die neu gegründeten Kreis Moerser Verkehrs- und Versorgungsbetriebe (KMV) ein.
Nach dem Zweiten Weltkrieg kam es nicht mehr zu den erforderlichen Sanierungsmaßnahmen auf der Straßenbahnstrecke und die Bahn wurde am 10. August 1952 durch den Oberleitungsbus Moers ersetzt. Dessen Fahrplan wurde unter der Tabellennummer 243e, wie zuvor die Straßenbahn, im Kursbuch der Deutschen Bundesbahn aufgeführt. Das Unternehmen ging schließlich am 26. Mai 1968 zusammen mit der Straßenbahn Moers–Homberg–Rheinhausen in den Niederrheinischen Verkehrsbetrieben auf.
|                                    | 1920      | 1928      | 1936    | 1951      |
| ---------------------------------- | --------- | --------- | ------- | --------- |
| Triebwagen                         | 12        | 12        | 12      | 12        |
| Beiwagen                           | 06        | 12        | 12      | 12        |
| Streckenlänge                      | 18,46     | 18,46     | 18,24   | 12,16     |
| Betriebsleistung in Wagenkilometer | 769.000   | 500.000   | 404.000 | 703.000   |
| Beförderte Personen                | 2.730.000 | 1.295.000 | 811.000 | 2.003.000 |

### Niederrheinische Automobilgesellschaft mbH (NIAG)
Im Jahre 1924 gründeten die Stadt Duisburg, die Kreise Geldern, Kleve, Rees, Moers sowie einige kreisangehörige Städte der genannten Kreise die Niederrheinische Automobilgesellschaft mbH (NIAG). Sitz der Gesellschaft wurde Moers. Die NIAG sah ihre Aufgabe darin, die Landkreise am linken Niederrhein mit einem weitmaschigen Busverkehr zu versorgen. Es entstand auch die erste deutsche grenzüberschreitende Buslinie von Duisburg zum niederländischen Venlo.
Nach und nach entstanden folgende Linien:
| Linienweg                                                                              | Eröffnung            |
| -------------------------------------------------------------------------------------- | -------------------- |
| Sonsbeck – Geldern                                                                     | 08. April 1925       |
| Duisburg – Kevelaer                                                                    | 28. Mai 1925         |
| Moers – Rheinberg – Wesel                                                              | 10. Juni 1925        |
| Wesel – Kevelaer                                                                       | 15. August 1925      |
| Duisburg – Venlo                                                                       | 13. September 1925   |
| Moers – Rheinhausen – Uerdingen                                                        | 13. September 1925   |
| Geldern – Kaldenkirchen                                                                | 07. Februar 1926     |
| Kamp – Geldern                                                                         | 15. Mai 1926         |
| Moers – Sonsbeck                                                                       | 15. Mai 1926         |
| Walbeck – Geldern                                                                      | 01. April 1927       |
| Sonsbeck – Kleve                                                                       | 01. Februar 1928     |
| Kalkar – Goch                                                                          | 01. Februar 1928     |
| Moers – Meerbeck – Ruhrort – Duisburg                                                  | 01. Februar 1928     |
| Kalkar – Resserschanz                                                                  | 14. April 1928       |
| Sevelen – Geldern                                                                      | 01. April 1926 1)    |
| Geldern – Wachtendonk                                                                  | 06. Oktober 1929     |
| Reeserschanz – Xanten                                                                  | 06. Oktober 1929     |
| Kalkar – Kleve                                                                         | 01. Dezember 1930 2) |
| Zyfflich – Kleve                                                                       | 04. April 1936       |
| ad 1) übernommen von der Moerser Kreisbahn ad 2) übernommen von der Klever Straßenbahn |                      |

### Schienenverkehr
Auf der Strecke Rheinberg – Moers – Neukirchen-Vluyn – Schaephuysen [-Hoerstgen–Sevelen aufgegeben] betreibt die NIAG inzwischen nur noch gelegentlichen Schienenverkehr. Seit 1968 findet nur noch Güterverkehr statt.
Die Strecke St. Tönis (- Krefeld Süd) – Krefeld Nord – Hülser Berg, die bis Anfang der 1950er-Jahre über Niep mit Moers verbunden war, wird als Museumsbahn „Schluff“ seit 2010 wieder von den Stadtwerken Krefeld (SWK Mobil) gelegentlich als Ausflugsverkehr betrieben.
Im Personenverkehr wurden zumindest Sonderfahrten durchgeführt: Auf der Strecke Moers – Orsoy – Rheinberg gab es zwischen 1. Mai und 3. Oktober 2008 an 13 Sonn- und Feiertagen wieder jeweils fünf Fahrtenpaare mit Schienenbussen. 2007 fand bereits sporadischer Ausflugsverkehr mit Plattformwagen und historischen Schienenbussen auf den Strecken Moers – Orsoy – Rheinberg und am 9. Dezember mit dem Weihnachtsmarkt-Express von Neukirchen nach Moers statt. Eine zweite Fahrt des Nostalgiezuges mit mehr als 1.200 Fahrgästen erfolgte an „Christi Himmelfahrt“ 2007. Hier verkehrten die Nostalgiezüge zur Moerser Kirmes 2008 erstmals seit 2001 wieder bis Vluyn, da diese Strecke für Güterverkehre seit April 2008 reaktiviert wurde. Danach wurden die Nostalgiefahrten nicht mehr durchgeführt, weil die maroden Schienenbusse verschrottet wurden.

## Linienverzeichnis
Zahlreiche Linien werden von verschiedenen Subunternehmern im Auftrag der NIAG befahren. Die NIAG selbst setzt auf mehreren Linien Fahrzeuge der Subunternehmer „Wettels Touristik“ aus Rheinberg, „Milo Reisen“ aus Rheinberg, „Urban Reisen“ aus Gladbeck, „Verhuven Reisen“ aus Xanten, „Schatorjé“ aus Kevelaer, „Ohlenforst“ aus Kamp-Lintfort, „Kremerskothen“ aus Dorsten, „Termath“ aus Hamminkeln, „Rath“ aus Viersen, „Kervenheimer Reisebüro“ aus Kervenheim sowie diverse Taxi-Unternehmen für die Leistungen der TaxiBusse ein. Seit August sind die Unternehmen "Verkehrsbetriebe Rainer" aus Gelsenkirchen und "Verkehrsbetrieb OMNImobil" aus Oberhausen ebenfalls im Auftrag der NIAG tätig. Für die X-Busse hat der Subunternehmer „Verhuven Reisen“ zwei speziell beklebte Busse im X-Bus-Design bestellt. Die Leistungen werden mit Solo-, Gelenk-, Klein- sowie Sprinterbussen gefahren.

### Schnellbusse und X-Busse NIAG
| Linie             | Linienweg | Taktung       | Bemerkungen |
| ----------------- | --- | ------------- | --- |
| SB10              | Kamp-Lintfort Neues Rathaus – Vluyner Südring – Vluyner Platz – Hülsdonk Parsickstraße – Duisburg Marientor – Duisburg Hbf. Osteingang | 60 Min        | Samstag und Montag bis Freitags abends nur zwischen DU Hbf. Ost und Vluyner Südring Sonntags keine Fahrten der Linie SB10                  |
| SB30              | Duisburg Hbf Osteingang – Moers – Kamp-Lintfort Neues Rathaus – Issum – Geldern Bahnhof                                                | 30/60/120 Min | Sonntags nur zwischen DU Hbf. Osteingang und Kamp-Lintfort Neues Rathaus. Alle 60 Minuten bis Moers und alle 120 Minuten bis Kamp-Lintfort |
| SB58              | Emmerich – Kleve – Kranenburg – Nijmegen Centraal Station (NL) – Universiteit/HAN                                                      | 30/60 Min     | Am Wochenende nur zwischen Emmerich Bahnhof und Nijmegen (NL) Centraal Station                                                             |
| SB70              | Kamp-Lintfort Neues Rathaus – Rheurdt Kirche – Saelhuysen – Kerken Aldekerk Bahnhof                                                    | unregelmäßig  | 3 Fahrten morgens und 3 Fahrten nachmittags, nur Montag bis Freitags                                                                       |
| SB80              | Moers Königlicher Hof – Moers Schwafheim – Duisburg Rumeln – Krefeld Uerdingen Am Röttgen                                              | 30/60         | Einzelne E-Wagen ab/bis Kirchweg, Rumeln Markt                                                                                             |
| X28               | Goch Bahnhof – Uedem – Xanten Bahnhof – Wesel Bahnhof                                                                                  | 60            | X-Bus; Betrieb zusammen mit dem DB Rheinlandbus; Betrieb der NIAG-Kurse durch den Unternehmer "Verhuven Reisen" aus Xanten                 |
| Stand Januar 2024 | |               | |

### Buslinien NIAG
| Linie             | Linienweg | Taktung                   | Bemerkungen |
| ----------------- | --- | ------------------------- | --- |
| 1                 | Kamp-Lintfort Neues Rathaus – Niersenbruch – (Rheinberg Amazon) – Rheinberg Bahnhof – Ossenberg Kirche                                                                                   | 60                        | einzelne Fahrten führen über Rheinberg Amazon |
| 2                 | Kamp-Lintfort Neues Rathaus – Bernhard Hospital – Kamperbrück Zur Linde | 30/60                     | |
| 3                 | Moers Königlicher Hof – MO-Hülshorst – MO-Kapellen – MO-Vennikel – DU-Kaldenhausen Krölls                                                                                                | 60                        | Linie verkehrt nur an Schultagen, an Ferientagen sowie samstags und sonntags verkehrt die Linie als Taxibus nach telefonischer Voranmeldung                                                                                |
| 4                 | Moers Repelen Markt – Moers-Meerbeck – Moers Königlicher Hof – Moers Hülsdonk Hauptfriedhof                                                                                              | 30/60                     | Halbstündlich zwischen Repelen Markt und Königlicher Hof und stündlich weiter bis nach Hülsdonk Hauptfriedhof |
| 6                 | Neukirchen-Vluyn Tersteegen Schule – Schulzentrum – Vluyner Südring – (Niep) – Moers-Kapellen Dorsterfeldstraße                                                                          | unregelmäßig              | Linie verkehrt nur an Schultagen, an Ferientagen und am Wochenende TaxiBus nur bis Niep. |
| 8                 | Rheinberg Vierbaum – Rheinberg-Budberg Grundschule Lutherstraße – Rheinberg Rathaus – Rheinberg Schulzentrum                                                                             | 60                        | Die Linie verkehrt nur an Schultagen, am Wochenende und in den Ferien kein Linienbetrieb |
| 9                 | Alpen – Drüpt – Milingen – Rheinberg | unregelmäßig              | Die Linie verkehrt nur an Schultagen, am Wochenende und in den Ferien kein Linienbetrieb |
| 16                | Voerde-Spellen – Friedrichsfeld – Rathausplatz – Voerde Klosterkamp | 60                        | |
| 17                | Oberlohberg – Hiesfeld – Dinslaken Bf – Dinslakener Bruch | 30/60                     | Montags bis Freitags 30min Takt. Sonst 60min Takt |
| 19                | Lohberg – Dinslaken Bf – Averbruch | 30/60                     | |
| 25                | Gewerbegebiet Süd – Dinslaken-Hiesfeld – Möllen – Voerde – Friedrichsfeld | 60                        | Einzelne Verstärkerfahrten an Schultagen |
| 26                | Barmingholten – Hiesfeld – Dinslaken | unregelmäßig              | 3 Fahrten an Schultagen |
| 29                | Venlo (NL) Bahnhof – Straelen – Niederdorf – Neukirchen-Vluyn, Vluyner Südring | 3× MO-FR 2x SA -x SO / FT | Anschluss von und zur Linie 929 von/nach Moers und Duisburg |
| 37                | Wesel – Alpen (– Sonsbeck) |                           | |
| 38                | Rheinberg Bf – Annaberg – Alspray – Millingen – Alpen |                           | Einzelne Fahrten über Grundschule Millingen; eine Fahrt von Millingen zum Schulzentrum Rheinberg ohne Alpsray und Annaberg. Die Linie verkehrt nur an Schultagen, am Wochenende und in den Ferien TaxiBusbetrieb           |
| 39                | Alpen – Rheinberg-Millingen – Kamp-Lintfort |                           | Die Linie verkehrt nur an Schultagen, am Wochenende und in den Ferien TaxiBusbetrieb |
| 41                | Xanten – Veen – Alpen |                           | |
| 43                | Xanten – Sonsbeck – Sonsbeck-Labbeck – Uedem |                           | |
| 81                | Wesel – Friedrichsfeld – Spellen – Mehrum – Löhnen – Voerde | 60                        | |
| 82                | Wittenberg – Schepersfeld – Wesel Martinistraße |                           | |
| 85                | Wittenberg – Lauerhaas – Wesel Bf – Feldmark – Flüren |                           | |
| 89                | Schepersfeld – Wesel Schulzentrum Nord |                           | |
| 96                | Wesel – Blumenkamp – Hamminkeln – Wertherbruch/Brünen |                           | |
| 911               | Kamp-Lintfort Neues Rathaus – Moers Repelen – Moers Rheinkamp – Moers Königlicher Hof – Moers Scherpenberg – Duisburg-Homberg – Duisburg Ruhrort Verteilerkreis                          | 15/30/60                  | |
| 912               | Neukirchen-Vluyn Vluyner Südring – Neukirchen Sparkasse – Moers Hülsdonk – Moers Königlicher Hof – Moers Scherpenberg – Duisburg-Homberg – Duisburg-Rheinhausen                          | 15/30/60                  | |
| 913               | Moers Hülsdonk Gewerbegebiet – Moers Königlicher Hof – Duisburg-Baerl – Rheinberg Vierbaum – Rheinberg-Orsoy – Rheinberg-Eversael – Rheinberg Bahnhof – Messe Niederrhein – Schulzentrum | 60/120                    | Einzelne Entlastungsfahrten im Schülerverkehr mit alternativen Linienläufen (über Grundschule Kiefernweg / Lutherstraße / über Clevische Straße / ohne Eversael / Direktfahrt Schulzentrum – Rathaus / bis Binsheim Bosch) |
| 914               | Moers Königlicher Hof – Moers Schwafheim – Duisburg-Rheinhausen Markt – Rheinhausen Dahlingschule – Rheinhausen Turmstraße                                                               | 30/60                     | Einzelne Entlastungsfahrten im Schülerverkehr mit alternativen Linienläufen (bis Kirchweg / über Gymn. Filder Benden) |
| 915               | DIN-Lohberg – Dinslaken Bf – DU-Walsum Overbruch – Franz-Lenze-Platz | 60/120                    | |
| 918               | Voerde – VOE-Möllen – Dinslaken Bf – DIN-Hiesfeld – OB Holten | 60/120                    | |
| 921               | Moers Königlicher Hof – DU-Oestrum – Rheinhausen – Hochfeld – Stadtmitte – DU-Hbf Osteingang                                                                                             | 15/30                     | Betrieb zusammen mit der Duisburger Verkehrsgesellschaft |
| 929               | Duisburg Hbf Osteingang – DU-Ruhrort Friedrichsplatz – DU-Homberg – Moers Königlicher Hof – Neukirchen-Vluyn Südring                                                                     | 30/60                     | Montags bis Freitags 3 mal und Samstags 2 mal am Tag Anschluss an die Linie 29 nach Venlo über Herongen |
| Stand Januar 2024 | |                           | |

### TaxiBus-Linien NIAG
| Linie      | Konzessionär | Taktung      | Linienweg                                                                            | Besonderheiten                                                                                 |
| ---------- | ------------ | ------------ | ------------------------------------------------------------------------------------ | ---------------------------------------------------------------------------------------------- |
| TaxiBus 3  | NIAG         | 60           | Moers Königlicher Hof – Moers-Kapellen – Moers Vennikel – DU Kaldenhausen Krölls     | TaxiBus verkehr am Abend sowie am Wochenende und in den Ferien. An Schultagen Linienbusbetrieb |
| TaxiBus 4  | NIAG         | unregelmäßig | Moers Rathaus – St. Josef Krankenhaus – Moers Vinn, Max Planck Straße                | MO-FR 7 Fahrten \| SA 3 Fahrten \| SO/FT 3 Fahrten je Richtung                                 |
| TaxiBus 6  | NIAG         | 60/120       | Tersteegen Schule – Vluyner Platz – Neu Dimmers – Luit – Dorsterfeldstraße           | Alle Fahrten bis auf eine enden an der Haltestelle Neukirchen-Vluyn Luit.                      |
| TaxiBus 38 | NIAG         | 60           | Alpen Adenauerplatz – Grundschule Millingen – Alpsray – Annaberg – Rheinberg Bahnhof | TaxiBus verkehr am Abend sowie am Wochenende und in den Ferien. An Schultagen Linienbusbetrieb |
| TaxiBus 39 | NIAG         | 120          | K.-L. Neues Rathaus – Alpen Altfeld – Rheinberg Millingen – Alpen Adenauerplatz      |                                                                                                |
| TaxiBus 41 | NIAG         | unregelmäßig | Xanten Bahnhof – Alpen Adenauerplatz                                                 | Zwischen den TaxiBus-Leistungen einzelne Leistungen als Linienbus                              |

### Stadtlinien NIAG
| Linie             | Linienweg                                                  |
| ----------------- | ---------------------------------------------------------- |
| SL40              | Lüttingen – Xanten Bf – Hochbruch                          |
| SL42              | Xanten – Wardt – Vynen – Marienbaum – Obermörmter – Kalkar |
| Stand Januar 2024 |                                                            |

### Bürgerbusse NIAG
| Linie             | Linienweg                                                              |
| ----------------- | ---------------------------------------------------------------------- |
| BAL               | Alpen – Bönninghardt – Veen – Xanten                                   |
| BEM               | Emmerich Bf – Leegmeer – Industriegebiet                               |
| BHL               | Hamminkeln – Wertherbruch – Bocholt                                    |
| BHM               | Mehr – Mehrhoog – Hamminkeln                                           |
| BKR               | Kranenburg – Düffel – Zyfflich                                         |
|                   |                                                                        |
| BMS               | Moers Vennikel – Kapellen – Hülshorst – Rathaus – St.Josef Krankenhaus |
| BRB               | Wallach – Borth – Ossenberg – Millingen – Rheinberg – Budberg – Orsoy  |
| BSO               | Veen – Sonsbeck – Labbeck – Xanten                                     |
| BUE               | Uedem – Kirsel – Keppelen – Uedem – Uedemerbruch – Labbeck             |
| BHB               | Hamminkeln – Brünen – Marienthal – Havelich – Brünen                   |
| BKA1              | Kalkar – Wissel – Grieth                                               |
| BKA2              | Kalkar – Hönnepel – Niedermörmter – Appeldorn                          |
| BKA3              | Kalkar – Kehrum – Neulouisendorf                                       |
| BKA4              | Kalkar Mitte                                                           |
| Stand Januar 2024 |                                                                        |

### Anruf-Sammel-Taxis NIAG
| Linie             | Linienweg                                                                  |
| ----------------- | -------------------------------------------------------------------------- |
| AST Goch          | Goch – Asperden – Nierswalde – Kessel – Hassum – Hommersum                 |
| AST Hamminkeln1   | Hamminkeln – Hülshorst – Mehrhoog                                          |
| AST Hamminkeln2   | Hamminkeln – Brünen – Unterbauerschaft – Marienthal – Havelich – Nordbrock |
| AST Hamminkeln3   | Hamminkeln – Loikum – Wertherbruch                                         |
| AST Hamminkeln4   | Hamminkeln – Ringenberg – Dingden                                          |
| AST Kalkar1       | Kalkar – Louisendorf – Pfalzdorf – Goch                                    |
| AST Kalkar2       | Kalkar – Till – Wissel – Grieth                                            |
| AST Kalkar3       | Kalkar – Niedermörmter – Rees – Appeldorn – Kehrum – Neulouisendorf        |
| T57 Kleve         | Kleve Bf – Großer Markt – Schwanenburg                                     |
| AST Kleve1        | Kleve – Materborn – Reichswalde – Nierswalde                               |
| AST Kleve2        | Kleve – Pfalzdorf – Bedburg – Hau                                          |
| AST Kleve3        | Kleve – Griethausen – Brienen                                              |
| AST Kleve5        | Kleve – Rindern – Düffelward – Keeken – Bimmen                             |
| AST Kranenburg    | Kleve – Donsbrüggen – Nütterden – Frasselt – Kranenburg – Wyler            |
| AST Wesel1        | Wesel – Lackhausen – Blumenkamp                                            |
| AST Wesel2        | Wesel – Bislich                                                            |
| Stand Januar 2024 |                                                                            |

## Fuhrparkliste NIAG
| 2401 | WES-O 2401 | IVECO Crossway LE City 12M           | 2015 |                                                                                             |
| 2402 | WES-O 2402 | IVECO Crossway LE City 12M           | 2015 |                                                                                             |
| 2403 | WES-O 2403 | IVECO Crossway LE City 12M           | 2015 |                                                                                             |
| 2404 | WES-A 2404 | IVECO Crossway LE City 12M           | 2015 |                                                                                             |
| 2405 | WES-O 2405 | IVECO Crossway LE City 12M           | 2016 |                                                                                             |
| 2406 | WES-O 2406 | IVECO Crossway LE City 12M           | 2016 |                                                                                             |
| 2407 | WES-X 2407 | IVECO Crossway LE City 12M           | 2016 |                                                                                             |
| 2408 | WES-O 2408 | IVECO Crossway LE City 12M           | 2016 |                                                                                             |
| 2409 | WES-O 2409 | IVECO Crossway LE City 12M           | 2016 |                                                                                             |
| 2410 | WES-A 2410 | IVECO Crossway LE City 12M           | 2016 |                                                                                             |
| 2411 | WES-Z 2411 | IVECO Crossway LE City 12M           | 2016 |                                                                                             |
| 2412 | WES-J 2412 | IVECO Crossway LE City 12M           | 2016 |                                                                                             |
| 2413 | WES-O 2413 | IVECO Crossway LE City 12M           | 2016 |                                                                                             |
| 3001 | WES-O 3001 | Mercedes-Benz O550 Integro           | 2006 | Fahrschulbus                                                                                |
| 3501 | WES-O 3501 | Mercedes-Benz O530 Citaro            | 2002 | AUSGEMUSTERT                                                                                |
| 3502 | WES-O 3502 | Mercedes-Benz O530 Citaro            | 2002 | AUSGEMUSTERT                                                                                |
| 3503 | WES-O 3503 | Mercedes-Benz O530 Citaro Facelift   | 2012 | Fahrschulbus, ex. Leineweber, fuhren vor dem NIAG-Einsatz im Auftragsverkehr für die DVG\|- |
| 3504 | WES-O 3504 | Mercedes-Benz O530 Citaro Facelift   | 2012 | Fahrschulbus, ex. Leineweber, fuhren vor dem NIAG-Einsatz im Auftragsverkehr für die DVG    |
| 3537 | WES-O 3537 | Mercedes-Benz O530 Citaro            | 2003 | AUSGEMUSTERT                                                                                |
| 3540 | WES-O 3540 | Mercedes-Benz O530 Citaro            | 2003 | AUSGEMUSTERT                                                                                |
| 3555 | WES-O 3555 | Mercedes-Benz O530 Citaro            | 2005 | ABGERÜSTST; Verschrottet                                                                    |
| 3558 | WES-O 3558 | Mercedes-Benz O530 Citaro            | 2005 | AUSGEMUSTERT                                                                                |
| 3559 | WES-O 3559 | Mercedes-Benz O530 Citaro            | 2005 | AUSGEMUSTERT                                                                                |
| 3562 | WES-O 3562 | Mercedes-Benz O530 Citaro            | 2005 | AUSGEMUSTERT Verkauft an „Reisedienst Fliege“ aus Kamp-Lintfort                             |
| 3563 | WES-O 3563 | Mercedes-Benz O530 Citaro            | 2006 | AUSGEMUSTERT                                                                                |
| 3566 | WES-O 3566 | Mercedes-Benz O530 Citaro            | 2006 |                                                                                             |
| 3569 | WES-O 3569 | Mercedes-Benz O530 Citaro            | 2006 |                                                                                             |
| 3570 | WES-O 3570 | Mercedes-Benz O530 Citaro            | 2006 |                                                                                             |
| 3571 | WES-O 3571 | Mercedes-Benz O530 Citaro            | 2006 |                                                                                             |
| 3572 | WES-O 3572 | Mercedes-Benz O530 Citaro            | 2006 | AUSGEMUSTERT Verkauft an „Reisedienst Fliege“ aus Kamp-Lintfort                             |
| 3573 | WES-O 3573 | Mercedes-Benz O530 Citaro Facelift   | 2007 |                                                                                             |
| 3574 | WES-O 3574 | Mercedes-Benz O530 Citaro Facelift   | 2007 |                                                                                             |
| 3575 | WES-O 3575 | Mercedes-Benz O530 Citaro Facelift   | 2007 |                                                                                             |
| 3576 | WES-O 3576 | Mercedes-Benz O530 Citaro Facelift   | 2007 |                                                                                             |
| 3577 | WES-O 3577 | Mercedes-Benz O530 Citaro Facelift   | 2008 |                                                                                             |
| 3578 | WES-O 3578 | Mercedes-Benz O530 Citaro Facelift   | 2008 |                                                                                             |
| 3579 | WES-O 3579 | Mercedes-Benz O530 Citaro Facelift   | 2008 |                                                                                             |
| 3580 | WES-O 3580 | Mercedes-Benz O530 Citaro Facelift   | 2008 |                                                                                             |
| 3581 | WES-O 3581 | Mercedes-Benz O530 Citaro Facelift   | 2008 | AUSGEMUSTERT                                                                                |
| 3582 | WES-O 3582 | Mercedes-Benz O530 Citaro Facelift   | 2008 |                                                                                             |
| 3583 | WES-O 3583 | Mercedes-Benz O530 Citaro Facelift   | 2009 |                                                                                             |
| 3584 | WES-O 3584 | Mercedes-Benz O530 Citaro Facelift   | 2009 |                                                                                             |
| 3585 | WES-O 3585 | Mercedes-Benz O530 Citaro Facelift   | 2009 | Nach schwerem Unfall verschrottet                                                           |
| 3586 | WES-O 3586 | Mercedes-Benz O530 Citaro Facelift   | 2009 |                                                                                             |
| 3587 | WES-O 3587 | Mercedes-Benz O530 Citaro Facelift   | 2009 | AUSGEMUSTERT                                                                                |
| 3588 | WES-O 3588 | Mercedes-Benz O530 Citaro Facelift   | 2009 | AUSGEMUSTERT                                                                                |
| 3589 | WES-O 3589 | Mercedes-Benz Citaro C2              | 2013 |                                                                                             |
| 3590 | WES-O 3590 | Mercedes-Benz Citaro C2              | 2013 |                                                                                             |
| 3591 | WES-O 3591 | Mercedes-Benz Citaro C2              | 2013 |                                                                                             |
| 3601 | WES-O 3601 | Mercedes-Benz O530 Citaro G          | 2005 | ex. EVAG                                                                                    |
| 3602 | WES-O 3602 | Mercedes-Benz O530 Citaro G          | 2005 | ex. EVAG                                                                                    |
| 3603 | WES-O 3603 | Mercedes-Benz O530 Citaro G          | 2005 | ex. EVAG                                                                                    |
| 3605 | WES-O 3605 | Mercedes-Benz O530 Citaro G          | 2006 | ex. Urban; exex. STOAG                                                                      |
| 3606 | WES-O 3606 | Mercedes-Benz O530 Citaro G          | 2006 | ex. Urban; exex. STOAG                                                                      |
| 3607 | WES-O 3607 | Mercedes-Benz O530 Citaro G          | 2006 | ex. Urban; exex. STOAG                                                                      |
| 3608 | WES-O 3608 | Mercedes-Benz O530 Citaro G          | 2006 | ex. Urban; exex. STOAG                                                                      |
| 3617 | WES-O 3617 | Mercedes-Benz O530 Citaro G          | 2006 |                                                                                             |
| 3618 | WES-O 3618 | Mercedes-Benz O530 Citaro Facelift G | 2007 |                                                                                             |
| 3619 | WES-O 3619 | Mercedes-Benz O530 Citaro Facelift G | 2007 | AUSGEMUSTERT                                                                                |
| 3620 | WES-O 3620 | Mercedes-Benz O530 Citaro Facelift G | 2007 |                                                                                             |
| 3621 | WES-O 3621 | Mercedes-Benz O530 Citaro Facelift G | 2007 |                                                                                             |
| 3622 | WES-O 3622 | Mercedes-Benz O530 Citaro Facelift G | 2007 |                                                                                             |
| 3623 | WES-O 3623 | Mercedes-Benz O530 Citaro Facelift G | 2007 |                                                                                             |
| 3624 | WES-O 3624 | Mercedes-Benz O530 Citaro Facelift G | 2007 |                                                                                             |
| 3625 | WES-O 3625 | Mercedes-Benz O530 Citaro Facelift G | 2007 |                                                                                             |
| 3626 | WES-O 3626 | Mercedes-Benz O530 Citaro Facelift G | 2007 |                                                                                             |
| 3627 | WES-O 3627 | Mercedes-Benz O530 Citaro Facelift G | 2008 |                                                                                             |
| 3628 | WES-O 3628 | Mercedes-Benz O530 Citaro Facelift G | 2008 | Nach schwerem Unfall ausgemustert.                                                          |
| 3629 | WES-O 3629 | Mercedes-Benz O530 Citaro Facelift G | 2008 |                                                                                             |
| 3630 | WES-O 3630 | Mercedes-Benz O530 Citaro Facelift G | 2008 |                                                                                             |
| 3631 | WES-O 3631 | Mercedes-Benz Citaro C2 G            | 2013 |                                                                                             |
| 3632 | WES-O 3632 | Mercedes-Benz Citaro C2 G            | 2013 |                                                                                             |
| 3633 | WES-O 3633 | Mercedes-Benz Citaro C2 G            | 2014 |                                                                                             |
| 3634 | WES-O 3634 | Mercedes-Benz Citaro C2 G            | 2014 |                                                                                             |
| 3635 | WES-O 3635 | Mercedes-Benz Citaro C2 G            | 2014 |                                                                                             |
| 3636 | WES-O 3636 | Mercedes-Benz Citaro C2 G            | 2014 |                                                                                             |
| 3637 | WES-O 3637 | Mercedes-Benz Citaro C2 G            | 2014 |                                                                                             |
| 3638 | WES-O 3638 | Mercedes-Benz Citaro C2 G            | 2014 |                                                                                             |
| 3701 | WES-O 3701 | Mercedes-Benz O530 Citaro            | 2004 | ex. EVAG AUSGEMUSTERT                                                                       |
| 3702 | WES-O 3702 | Mercedes-Benz O530 Citaro            | 2004 | ex. EVAG AUSGEMUSTERT                                                                       |
| 3705 | WES-O 3705 | Mercedes-Benz O530 Citaro Facelift Ü | 2007 | Fahrzeug abgebrannt am 17.4.24 (Haltestelle Mevissen)                                       |
| 3706 | WES-N 3706 | Mercedes-Benz O530 Citaro Facelift Ü | 2007 |                                                                                             |
| 3707 | WES-O 3707 | Mercedes-Benz Citaro C2 Ü            | 2014 |                                                                                             |
| 3708 | WES-O 3708 | Mercedes-Benz Citaro C2 Ü            | 2014 |                                                                                             |
| 3709 | WES-O 3709 | Mercedes-Benz Citaro C2 Ü            | 2014 |                                                                                             |
| 3710 | WES-O 3710 | Mercedes-Benz Citaro C2 Ü            | 2014 |                                                                                             |
| 4401 | WES-O 4401 | VDL Citea LLE-120.225                | 2013 |                                                                                             |
| 4402 | WES-O 4402 | VDL Citea LLE-120.225                | 2013 |                                                                                             |
| 4403 | WES-O 4403 | VDL Citea LLE-120.225                | 2013 |                                                                                             |
| 4404 | WES-O 4404 | VDL Citea LLE-120.225                | 2014 |                                                                                             |
| 4405 | WES-O 4405 | VDL Citea LLE-120.225                | 2014 |                                                                                             |
| 4406 | WES-O 4406 | VDL Citea LLE-120.225                | 2014 |                                                                                             |
| 4407 | WES-O 4407 | VDL Citea LLE-120.225                | 2014 |                                                                                             |
| 4408 | WES-O 4408 | VDL Citea LLE-120.225                | 2014 |                                                                                             |
| 5533 | WES-X 5533 | MAN A21 NL223                        | 2002 | AUSGEMUSTERT                                                                                |
| 5540 | WES-O 5540 | MAN A21 Lion’s City NL283            | 2010 | Verkauf an "van Mulert" aus Rees                                                            |
| 5541 | WES-O 5541 | MAN A21 Lion’s City NL283            | 2010 |                                                                                             |
| 5542 | WES-O 5542 | MAN A21 Lion’s City NL283            | 2011 |                                                                                             |
| 5543 | WES-O 5543 | MAN A21 Lion’s City NL283            | 2011 |                                                                                             |
| 5544 | WES-O 5544 | MAN A21 Lion’s City NL283            | 2011 |                                                                                             |
| 5545 | WES-O 5545 | MAN A21 Lion’s City NL283            | 2011 |                                                                                             |
| 5546 | WES-O 5546 | MAN A21 Lion’s City NL283            | 2011 |                                                                                             |
| 5547 | WES-O 5547 | MAN A21 Lion’s City NL283            | 2011 |                                                                                             |
| 5548 | WES-O 5548 | MAN A21 Lion’s City NL283            | 2012 |                                                                                             |
| 5549 | WES-O 5549 | MAN A21 Lion’s City NL283            | 2012 |                                                                                             |
| 5550 | WES-O 5550 | MAN A21 Lion’s City NL283            | 2012 |                                                                                             |
| 5553 | WES-O 5553 | MAN 12C Lion’s City NL280            | 2021 |                                                                                             |
| 5554 | WES-O 5554 | MAN 12C Lion’s City NL280            | 2021 |                                                                                             |
| 5555 | WES-ON 555 | MAN 12C Lion’s City NL280            | 2021 |                                                                                             |
| 5556 | WES-O 5556 | MAN 12C Lion’s City NL280            | 2021 |                                                                                             |
| 5557 | WES-O 5557 | MAN 12C Lion’s City NL280            | 2021 |                                                                                             |
| 5558 | WES-O 5558 | MAN 12C Lion’s City NL280            | 2021 |                                                                                             |
| 5559 | WES-O 5559 | MAN 12C Lion’s City NL280            | 2021 |                                                                                             |
| 5560 | WES-O 5560 | MAN 12C Lion’s City NL280            | 2021 |                                                                                             |
| 5561 | WES-O 5561 | MAN 12C Lion’s City NL280            | 2021 |                                                                                             |
| 5562 | WES-O 5562 | MAN 12C Lion’s City NL280            | 2021 |                                                                                             |
| 5563 | WES-O 5563 | MAN 12C Lion’s City NL280            | 2021 |                                                                                             |
| 5615 | WES-O 5615 | MAN A23 Lion’s City G NG323          | 2009 |                                                                                             |
| 5616 | WES-O 5616 | MAN A23 Lion’s City G NG323          | 2009 |                                                                                             |
| 5617 | WES-O 5617 | MAN A23 Lion’s City GL NG320         | 2009 |                                                                                             |
| 5618 | WES-O 5618 | MAN A23 Lion’s City GL NG320         | 2009 |                                                                                             |
| 5619 | WES-O 5619 | MAN A23 Lion’s City GL NG320         | 2009 |                                                                                             |
| 5620 | WES-O 5620 | MAN A23 Lion’s City GL NG320         | 2009 |                                                                                             |
| 5621 | WES-O 5621 | MAN A23 Lion’s City G NG323          | 2010 |                                                                                             |
| 5622 | WES-O 5622 | MAN A23 Lion’s City G NG323          | 2011 |                                                                                             |
| 5623 | WES-O 5623 | MAN A23 Lion’s City G NG323          | 2011 |                                                                                             |
| 5624 | WES-O 5624 | MAN A23 Lion’s City G NG323          | 2011 |                                                                                             |
| 5625 | WES-O 5625 | MAN A23 Lion’s City G NG323          | 2012 |                                                                                             |
| 5626 | WES-O 5626 | MAN A23 Lion’s City G NG323          | 2012 |                                                                                             |
| 5627 | WES-O 5627 | MAN A23 Lion’s City G NG323          | 2012 |                                                                                             |
| 5628 | WES-O 5628 | MAN A23 Lion’s City G NG323          | 2012 |                                                                                             |
| 5701 | WES-O 5701 | MAN A20 Lion’s City Ü NÜ283          | 2010 |                                                                                             |
| 5702 | WES-O 5702 | MAN A20 Lion’s City Ü NÜ283          | 2010 |                                                                                             |
| 5703 | WES-O 5703 | MAN A20 Lion’s City Ü NÜ283          | 2011 | Nach einem schweren Unfall verschrottet                                                     |
| 5703 | WES-N 5703 | MAN A20 Lion’s City Ü NÜ323          | 2011 | ex. München, M-RV 6112                                                                      |
| 5704 | WES-O 5704 | MAN A20 Lion’s City Ü NÜ283          | 2012 |                                                                                             |
| 5705 | WES-O 5705 | MAN A20 Lion’s City Ü NÜ283          | 2012 |                                                                                             |
| 5710 | WES-X 5710 | MAN A21 Lion’s City NL363            | 2018 | ex. Österreichische Postbus AG, ehemals X-Bus Niederrhein                                   |
| 5711 | WES-X 5711 | MAN A21 Lion’s City NL363            | 2018 | ex. Österreichische Postbus AG, ehemals X-Bus Niederrhein                                   |
| 5712 | WES-O 5712 | MAN A21 Lion’s City NL363            | 2018 | ex. Österreichische Postbus AG, ehemals X-Bus Niederrhein                                   |
| 5801 | WES-O 5801 | MAN A40 Lion’s City GL NG323         | 2015 |                                                                                             |
| 5802 | WES-O 5802 | MAN A40 Lion’s City GL NG323         | 2015 |                                                                                             |
| 5807 | WES-O 5807 | MAN A40 Lion’s City GL NG323         | 2016 |                                                                                             |
| 5808 | WES-O 5808 | MAN A40 Lion’s City GL NG323         | 2016 |                                                                                             |
| 5809 | WES-O 5809 | MAN A40 Lion’s City GL NG323         | 2016 |                                                                                             |
| 5821 | WES-O 5821 | MAN 19C Lion’s City NG330 Hybrid     | 2021 |                                                                                             |
| 5822 | WES-O 5822 | MAN 19C Lion’s City NG330 Hybrid     | 2021 |                                                                                             |
| 5823 | WES-O 5823 | MAN 19C Lion’s City NG330 Hybrid     | 2021 |                                                                                             |
| 5824 | WES-O 5824 | MAN 19C Lion’s City NG330 Hybrid     | 2021 |                                                                                             |
| 5825 | WES-O 5825 | MAN 19C Lion’s City NG330 Hybrid     | 2021 |                                                                                             |
| 6601 | WES-O 6601 | Solaris Urbino III 18                | 2006 | ex. BOGESTRA \| AUSGEMUSTERT \| Verkauft an "OMNImobil" OB-OM 6005                          |
| 6602 | WES-O 6602 | Solaris Urbino III 18                | 2006 | ex. BOGESTRA \| AUSGEMUSTERT                                                                |
| 6603 | WES-O 6603 | Solaris Urbino III 18                | 2006 | ex. BOGESTRA \| AUSGEMUSTERT                                                                |
| 6604 | WES-O 6604 | Solaris Urbino III 18                | 2006 | ex. BOGESTRA \| AUSGEMUSTERT                                                                |
| 8501 | WES-E 8501 | Ebusco 3.0 12M                       | 2024 | Elektrobus                                                                                  |
| 8503 | WES-E 8503 | Ebusco 3.0 12M                       | 2024 | Elektrobus                                                                                  |
| 8504 | WES-E 8504 | Ebusco 3.0 12M                       | 2024 | Elektrobus                                                                                  |
| 8505 | WES-E 8505 | Ebusco 3.0 12M                       | 2024 | Elektrobus                                                                                  |
| 8506 | WES-E 8506 | Ebusco 3.0 12M                       | 2024 | Elektrobus                                                                                  |
| 8507 | WES-O 8507 | Ebusco 3.0 12M                       | 2024 | Elektrobus                                                                                  |
| 8508 | WES-E 8508 | Ebusco 3.0 12M                       | 2024 | Elektrobus                                                                                  |
| 8509 | WES-E 8509 | Ebusco 3.0 12M                       | 2024 | Elektrobus                                                                                  |
| 8510 | WES-E 8510 | Ebusco 3.0 12M                       | 2024 | Elektrobus                                                                                  |
| 8511 | WES-E 8511 | Ebusco 3.0 12M                       | 2024 | Elektrobus                                                                                  |
| 8512 | WES-E 8512 | Ebusco 3.0 12M                       | 2024 | Elektrobus                                                                                  |
| 8521 | WES-E 8521 | Ebusco 3.0 12M                       | 2024 | Elektrobus                                                                                  |

## Tochterunternehmen
- Look Busreisen, Kleve
- VSN Verkehr und Service am Niederrhein, Moers
- UTG Umschlag- und Transportgesellschaft